# Richmondville (Nowy Jork)
Richmondville – miasto w Stanach Zjednoczonych, w stanie Nowy Jork, w hrabstwie Schoharie.